# Ferdynand Weigel
Ferdynand Weigel (31. prosince 1826 Lvov – 28. června 1901 Lvov) byl rakouský politik polské národnosti z Haliče, v 2. polovině 19. století poslanec Říšské rady a starosta Krakova.

## Biografie
Pocházel ze starobylé měšťanské rodiny. Studoval práva na Lvovské univerzitě a Vídeňské univerzitě. Po jistou dobu působil jako úředník na lvovské finanční prokuratuře. Pak se přestěhoval do Krakova. Byl zde nejdříve tajemníkem univerzitního senátu, později tajemníkem obchodní komory.
Roku 1869 byl zvolen na Haličský zemský sněm za kurii obchodních a živnostenských komor. Zemský sněm ho roku 1869 zvolil i do Říšské rady (celostátní parlament, tehdy ještě volený nepřímo zemskými sněmy). 14. prosince 1869 složil slib. Dopisem z 31. března 1870 složil mandát v rámci hromadných rezignací polských poslanců Říšské rady. Zemský sněm ho do vídeňského parlamentu delegoval opět roku 1870 a 1871. Složil slib 15. ledna 1872, jeho mandát ale byl na základě absence 21. dubna 1873 prohlášen za zaniklý. Uspěl i v prvních přímých volbách do Říšské rady roku 1873, nyní za městskou kurii, obvod Krakov, Wieliczka atd. Slib složil 10. listopadu 1873. Mandát zde obhájil ve volbách do Říšské rady roku 1879. Rezignace byla oznámena na schůzi 14. listopadu 1881. Do parlamentu se vrátil ve volbách do Říšské rady roku 1891, opět za městskou kurii v Krakově. Mandát zde obhájil ve volbách do Říšské rady roku 1897 a volbách do Říšské rady roku 1901. Roku 1874 vystoupil pro neshody s konzervativci z parlamentní frakce Polský klub. Po jistou dobu zasedal v Říšské radě jako nezařazený poslanec. V závěru života byl předsedou demokratického křídla (Polskie Stronnictwo Demokratyczne) sněmovního Polského klubu. Na Říšské radě po jistou dobu zastával post předsedy průmyslového výboru. Po volbách v roce 1901 byl krátce coby nejstarší poslanec předsedou Poslanecké sněmovny Říšské rady. Na zemský sněm byl opakovaně volen.
Od roku 1881 do roku 1884 zastával úřad starosty Krakova. Z funkce odešel pro trvalé neshody s konzervativními politiky. Poté, až do opětovného nástupu do Říšské rady v roce 1891, se věnoval advokacii.
Zemřel v červnu 1901.